# 京都市立京北病院
京都市立京北病院（きょうとしりつけいほくびょういん）は、京都府京都市右京区にある医療機関。京都市が設置する地方独立行政法人京都市立病院機構が運営する病院である。

## 沿革
- 1949年（昭和24年）10月 - 弓削村国保診療所が開院。
- 1955年（昭和30年）3月 - 町村合併により京北町が発足し、京北町国保弓削診療所と改称。
- 1958年（昭和33年）5月 - 国民健康保険京北病院に昇格。
- 2005年（平成17年）4月 - 京都市と京北町の合併により、京都市立京北病院と改称。
- 2011年（平成23年）4月 - 京都市から地方独立行政法人京都市立病院機構へ移行。

## 診療科
- 内科
- 外科
- 整形外科
- 小児科
- 泌尿器科
- 眼科

## 医療機関の指定・認定
（下表の出典）
| 保険医療機関                                   | 労災保険指定医療機関                 |
| 臨床研修病院（協力型）                         | 指定自立支援医療機関（精神通院医療） |
| 身体障害者福祉法指定医の配置されている医療機関 | 特定疾患治療研究事業指定医療機関     |
| 生活保護法指定医療機関                         | 結核予防法指定医療機関               |
| 小児慢性特定疾患治療研究事業指定医療機関       | へき地医療拠点病院                   |

- 救急告示病院（二次救急）[3]
- このほか、各種法令による指定・認定病院であるとともに、各学会の認定施設でもある。

## 交通アクセス
京北ふるさとバス・南丹市営バス「京北病院」停留所下車